# 自忠路 (上海)
自忠路是中華人民共和國上海市黃浦區的一條東西走向道路，西起重庆南路，東至西藏南路，道路名稱來自於张自忠，建造於1901年，當時為兩條道路，名稱分別為白尔路、西门路。1946年，白尔路、西门路改名为自忠路。1964年恢復舊名西门路，1985年再次更名為自忠路。道路途徑太平橋公園。